# Volta a Catalunya de 1925
La Volta a Catalunya de 1925 fou la setena edició de la Volta a Catalunya. La prova es disputà en quatre etapes, una d'elles amb dos sectors, entre el 21 i el 24 de maig de 1925, per un total de 711 km. El vencedor final fou el català Miquel Mucio, per davant de Jaume Janer i Teodor Monteys.
La primera i quarta etapa són bàsicament planes, mentre que les dificultats muntanyoses es troben a la segona etapa sector A, amb el coll de Sentigosa, segona etapa sector B, amb el coll del Bruc. A la tercera etapa els ciclistes han de passar el coll de Lilla poc abans de l'arribada.
66 ciclistes es van inscriure per prendre-hi part, però finalment foren 46 els ciclistes que van sortir de Barcelona cap a Figueres la matinada del 21 de maig. 31 ciclistes aconseguiran acabar la cursa.

## Classificació final
| Pos. | Ciclista          | Temps       |
| 1    | Miquel Mucio      | 28h 36' 12" |
| 2    | Jaume Janer       | + 5' 10"    |
| 3    | Teodor Monteys    | + 10' 09"   |
| 4    | Josep Busqué      | + 13' 15"   |
| 5    | Joan Juan         | + 17' 54"   |
| 6    | Salvador Codorniu | + 24' 01"   |
| 7    | Josep Maria Sans  | + 24' 45"   |
| 8    | Antonio Torres    | + 25' 44"   |
| 9    | Gabriel Cruz      | + 34' 52"   |
| 10   | Guillermo Antón   | + 39' 27"   |

## Etapes
| Etapa  | Data       | Recorregut           | km     | Vencedor d'etapa | Líder de la general |
| ------ | ---------- | -------------------- | ------ | ---------------- | ------------------- |
| 1a     | 21 de maig | Barcelona - Figueres | 196 km | Miquel Mucio     | Miquel Mucio        |
| 2a (a) | 22 de maig | Figueres - Vic       | 120 km | Jaume Janer      | Miquel Mucio        |
| 2a (b) | 22 de maig | Vic - Igualada       | 90 km  | Teodor Monteys   | Miquel Mucio        |
| 3a     | 23 de maig | Igualada - Reus      | 196 km | Jaume Janer      | Miquel Mucio        |
| 4a     | 24 de maig | Reus - Barcelona     | 109 km | Jaume Janer      | Miquel Mucio        |

### Etapa 1 Barcelona - Figueres. 196,0 km
|   | Ciclista     | Temps      |
| - | ------------ | ---------- |
| 1 | Miquel Mucio | 7h 33' 06" |
| 2 | Jaume Janer  | + 04' 09"  |
| 3 | Josep Busqué | + 10' 09"  |

|   | Ciclista     | Temps      |
| - | ------------ | ---------- |
| 1 | Miquel Mucio | 7h 33' 06" |
| 2 | Jaume Janer  | + 04' 09"  |
| 3 | Josep Busqué | + 10' 09"  |

### Etapa 2. A Figueres - Vic. 120,0 km
|   | Ciclista         | Temps      |
| - | ---------------- | ---------- |
| 1 | Jaume Janer      | 5h 16' 00" |
| 2 | Josep Maria Sans | m. t.      |
| 3 | Teodor Monteys   | m. t.      |

|   | Ciclista       | Temps       |
| - | -------------- | ----------- |
| 1 | Miquel Mucio   | 12h 49' 06" |
| 2 | Jaume Janer    | + 04' 09"   |
| 3 | Teodor Monteys | + 10' 09"   |

### Etapa 2. B Vic - Igualada. 90,0 km
|   | Ciclista       | Temps      |
| - | -------------- | ---------- |
| 1 | Teodor Monteys | 3h 46' 04" |
| 2 | Miquel Mucio   | m. t.      |
| 3 | Jaume Janer    | + 01' 01"  |

|   | Ciclista       | Temps       |
| - | -------------- | ----------- |
| 1 | Miquel Mucio   | 16h 35' 10" |
| 2 | Jaume Janer    | + 05' 10"   |
| 3 | Teodor Monteys | + 10' 09"   |

### Etapa 3. Igualada - Reus. 196,0 km
|   | Ciclista        | Temps      |
| - | --------------- | ---------- |
| 1 | Jaume Janer     | 8h 12' 00" |
| 2 | Antonio Torres  | m. t.      |
| 3 | José Luis Miner | m. t.      |

|   | Ciclista       | Temps       |
| - | -------------- | ----------- |
| 1 | Miquel Mucio   | 24h 47' 10" |
| 2 | Jaume Janer    | + 05' 10"   |
| 3 | Teodor Monteys | + 10' 09"   |

### Etapa 4. Reus - Barcelona. 116,0 km
|   | Ciclista    | Temps      |
| - | ----------- | ---------- |
| 1 | Jaume Janer | 3h 49' 02" |
| 2 | Joan Juan   | m. t.      |
| 3 | Joan Fargas | m. t.      |

|   | Ciclista       | Temps       |
| - | -------------- | ----------- |
| 1 | Miquel Mucio   | 28h 36' 12" |
| 2 | Jaume Janer    | + 05' 10"   |
| 3 | Teodor Monteys | + 10' 09"   |